# Phoenicurus erythrogastrus
El colirrojo de Güldenstädt o colirrojo siberiano (Phoenicurus erythrogastrus) es una especie de ave paseriforme de la familia Muscicapidae nativa de Asia.

## Descripción y comportamiento

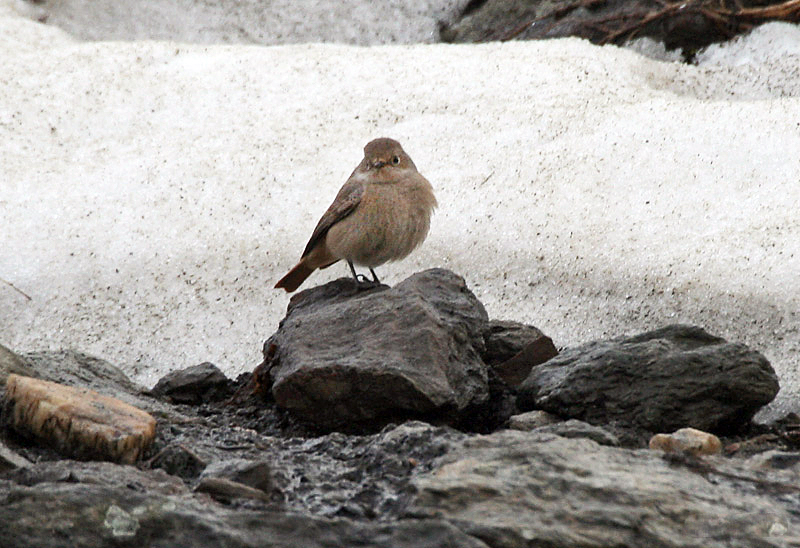
Hembra en Himachal Pradesh, India

Con 18 cm de longitud y entre 21 y 29 g de peso, es la especie más grande en su género. Los machos adultos son de color negro en la parte superior, a excepción de la corona blanca, mancha blancas en las alas, y la cola de color rojo anaranjado; la garganta y la parte superior del pecho son de color negro, y el resto de las partes inferiores son de un rico color rojo-naranja. Las hembras y los machos inmaduros son de color marrón por encima y pardo naranja por abajo, con la cola de color rojo anaranjado.
Se reproduce en prados alpinos y campos rocosos a grandes altitudes (3600-5200 m), moviéndose a altitude ligeramente más bajas (1500-4800 m) en invierno, en los que se presenta principalmente en matorrales subalpinos (Hippophae); algunas poblaciones, en particular las más septentrionales de las montañas alrededor del lago Baikal, migran aún más, alcanzando el noreste de China. Se alimentan de frutas y una amplia variedad de invertebrados.

## Distribución
Es nativo de las montañas altas de sudoeste de Asia Central, el Cáucaso, Karakoram, Pamir, el Himalaya, Tian Shan y el Altái, distribuyéndose en los países de Afganistán, Armenia, Azerbaiyán, Bután, China, Georgia, India, Irán, Kazajistán, Mongolia, Nepal, Pakistán, Rusia, Tayikistán, Turkmenistán y Uzbekistán.

## Taxonomía
Tiene dos subespecies reconocidas:
- Phoenicurus erythrogastrus erythrogastrus, en el Cáucaso;
- Phoenicurus erythrogastrus grandis, montañas de Asia Central.

En plumaje y tamaño, el macho se asemeja mucho al colirrojo acuático Phoenicurus leucocephalus, compartiendo las partes superiores negras y la corona, pero carece del parche blanco en las alas. Aunque el colirrojo acuático anteriormente era colocado en su propio género, Chaimarrornis, este género no era genéticamente distinto y fue fusionado en Phoenicurus. Los machos del colirrojo de Güldenstädt también muestran algunas similitudes con el plumaje del mucho más pequeño colirrojo diademado Phoenicurus moussieri, incluyendo el parche blanco de las ala, mientras que las hembras se parecen más al colirrojo real (Phoenicurus phoenicurus).